# پاول لیشکا
پاول لیشکا (چکی: Pavel Liška؛ زادهٔ ۲۹ ژانویهٔ ۱۹۷۲) بازیگر اهل جمهوری چک است.
از فیلم‌هایی که وی در آن نقش داشته‌است، می‌توان به سه برادر، کسالت در برنو، دلباخته، جنون، تومان، چیزی شبیه خوشبختی و بی‌شرم اشاره کرد.